# Симферопољ
Симферопољ (рус. Симферополь; укр. Сімферополь; кт. Aqmescit, Акъмесджит) град је на полуострву Крим. Према виђењу Русије Симферопољ је главни град Републике Крим док је према виђењу Украјине Симферопољ главни град Аутономне Републике Крим. Град је под фактичком контролом Русије. Према процени из 2015, град има 332.608 становника.
Од Симферопоља креће најдужа тролејбуска линја на свету до Јалте на Црном мору. Овде се налази аеродром Симферопољ.

## Географија
| Клима Симферопоља (1981—2010) | Клима Симферопоља (1981—2010) | Клима Симферопоља (1981—2010) | Клима Симферопоља (1981—2010) | Клима Симферопоља (1981—2010) | Клима Симферопоља (1981—2010) | Клима Симферопоља (1981—2010) | Клима Симферопоља (1981—2010) | Клима Симферопоља (1981—2010) | Клима Симферопоља (1981—2010) | Клима Симферопоља (1981—2010) | Клима Симферопоља (1981—2010) | Клима Симферопоља (1981—2010) | Клима Симферопоља (1981—2010) |
| Показатељ \ Месец             | .Јан.                         | .Феб.                         | .Мар.                         | .Апр.                         | .Мај.                         | .Јун.                         | .Јул.                         | .Авг.                         | .Сеп.                         | .Окт.                         | .Нов.                         | .Дец.                         | .Год.                         |
| ----------------------------- | ----------------------------- | ----------------------------- | ----------------------------- | ----------------------------- | ----------------------------- | ----------------------------- | ----------------------------- | ----------------------------- | ----------------------------- | ----------------------------- | ----------------------------- | ----------------------------- | ----------------------------- |
| Апсолутни максимум, °C (°F)   | 20,4 (68,7)                   | 21,9 (71,4)                   | 28,7 (83,7)                   | 31,5 (88,7)                   | 34,2 (93,6)                   | 37,7 (99,9)                   | 39,3 (102,7)                  | 39,5 (103,1)                  | 37,2 (99)                     | 33,3 (91,9)                   | 28 (82)                       | 25,4 (77,7)                   | 39,5 (103,1)                  |
| Средњи максимум, °C (°F)      | 3,9 (39)                      | 4,7 (40,5)                    | 9,1 (48,4)                    | 15,9 (60,6)                   | 21,4 (70,5)                   | 25,7 (78,3)                   | 28,9 (84)                     | 28,7 (83,7)                   | 23,1 (73,6)                   | 17 (63)                       | 10,4 (50,7)                   | 5,6 (42,1)                    | 16,2 (61,2)                   |
| Просек, °C (°F)               | 0,2 (32,4)                    | 0,4 (32,7)                    | 3,9 (39)                      | 9,9 (49,8)                    | 15,1 (59,2)                   | 19,5 (67,1)                   | 22,3 (72,1)                   | 22 (72)                       | 16,9 (62,4)                   | 11,3 (52,3)                   | 5,8 (42,4)                    | 2 (36)                        | 10,8 (51,4)                   |
| Средњи минимум, °C (°F)       | −2,9 (26,8)                   | −3,2 (26,2)                   | −0,2 (31,6)                   | 4,8 (40,6)                    | 9,5 (49,1)                    | 13,9 (57)                     | 16,5 (61,7)                   | 16,1 (61)                     | 11,6 (52,9)                   | 6,8 (44,2)                    | 2,2 (36)                      | −1,1 (30)                     | 6,2 (43,2)                    |
| Апсолутни минимум, °C (°F)    | −26 (−15)                     | −30,3 (−22,5)                 | −18,4 (−1,1)                  | −11,1 (12)                    | −8,4 (16,9)                   | 0,7 (33,3)                    | 3,6 (38,5)                    | 3,8 (38,8)                    | −5,1 (22,8)                   | −11,4 (11,5)                  | −21,7 (−7,1)                  | −23,2 (−9,8)                  | −30,3 (−22,5)                 |
| Извор: Погода и климат        |                               |                               |                               |                               |                               |                               |                               |                               |                               |                               |                               |                               |                               |

## Историја
У области данашњег Симферопоља у 2. веку п. н. е. налазила се престоница скитске државе, Неаполис. Касније је град био познат по грчком имену Неаполис Скитика. Овај град су уништили Готи у 3. веку нове ере.
Почетком 16. века ту је настала кримскотатарска тврђава Акмесђит. То је било седиште заповедника отоманског Кримског каната. После руског заузимања Крима у Руско-турском рату 1768—1774, град Симферопољ је основан наредбом царице Катарине Велике 1784.
Симферопољ је 25. септембра 1992. постао главни град Републике Крим, која се од 1995. зове Аутономна република Крим.

## Становништво
Према процени, у граду је 2009. живело 341.281 становника.
| 1979.   | 1989.   | 2001.   | 2012.   |
| ------- | ------- | ------- | ------- |
| 343.565 | 343.644 | 341.281 | 338.319 |

## Партнерски градови
- Хајделберг
- Новочеркаск
- Кечкемет
- Ескишехир
- Иркутск
- Москва
- Омск